# Толвоярви (посёлок)
Толвоярви (карел. Tolvajärvi, фин. Tolvojärvi) — посёлок в составе Лоймольского сельского поселения Суоярвского района Республики Карелия России.

## Общие сведения
Расположен на западном берегу озера Толваярви.
В окрестностях посёлка находится государственный ландшафтный заказник «Толвоярви» — особо охраняемая природная территория.

## История до 1939
Первое упоминание о Толвоярви относится к 1500 году. Посёлок, относящийся к Водской пятине Новгородской республики платил налог с 7 дворов. После шведской оккупации в 1580-е гг. количество дворов снизилось до 2.
По Столбовскому миру 1617 года — Толвоярви отошёл к Швеции. Часть населения, которое было исключительно православным, после этого иммигрировало в Россию. Во время русско-шведской войны 1656—1658 гг. Россия предприняла попытки вернуть территорию, где располагается Толвоярви, но неудачно. После этого в Россию иммигрировал остаток русского населения.
После Северной войны (1700—1721) Пётр I вернул территорию Толвоярви в Россию, выкупив эти территории у проигравшей Швеции. С 1721 по 1744 год Толвоярви в составе Выборгской провинции Российской империи. С 1744 по 1811 — в Выборгской губернии Российской империи. В 1811 году император Александр I присоединяет земли в районе Толвоярви к созданному несколькими годами ранее Великому княжеству Финляндскому.
С 18.12.1917 декретом Ленина, признавшего независимость Финляндии, Толвоярви в её составе.

## История в 1939
После начала Советско-финской войны 30.11.1939, Красная армия начала победоносное наступление от линии границы в направлении Толвоярви, легко справляясь с очагами сопротивления финнов. На этом направлении наступала 139ая стрелковая дивизия комбрига Беляева, бывшего штабс-капитана Российской императорской армии.
Толвоярви, находящийся от старой советско-финской границы в 80 км, соединён с ней единственной дорогой, где с трудом могут разъехаться два грузовика. Командования финской армии полагало, что снабжение крупных подразделений противника по этой дороге затруднительно, и Красная армия вряд ли будет использовать большие силы на этом направлении. Финны просчитались: на направление была брошена целая дивизия (17 000 человек с лёгкими танками и артиллерией).
Самые первые дни войны в условиях небольшого снежного покрова бойцы Красной армии, совершая обходы очагов сопротивления финнов по лесу и заходя в тылы, уничтожали такое сопротивление. Быстро был взят Суоярви. Однако силы бойцов Красной армии после непрерывного одиннадцатидневного наступления были на исходе, и начали сказываться просчёты в логистике: военнослужащие не получали даже горячей еды, так как полевые кухни не поспевали по единственной дороге. Взятие Толвоярви с выходом на крупный железнодорожный узел Вяртсиля было крайне желанной целью командования Красной армии.
Выйдя к системе 12 озёр, на западном берегу которых и располагается Толвоярви, бойцы Красной армии взяли сходу две дамбы из трёх, но их дальнейшее продвижение было остановлено. Поскольку лёгкие танки и артиллерия не поспели, сражение велось обеими сторонами лишь с применением стрелкового оружия и пулемётов. Также в период 30.11 — 18.12.1939 из-за скверных погодных условий и низкой видимости было невозможно использовать авиацию.
С финской стороны оборону Толвоярви осуществлял 16 пехотный полк Финляндии под руководством полковника Пааво Талвела и майора Ааро Пайари.
Попытка наступления Красной армии утром 12.12.1939 на Толвоярви провалилась, финны перешли в контрнаступление. Победа финнов под Толвоярви была первым сколько-нибудь серьёзным успехом финской армии в Зимней войне. В Финляндии считается, что 12.12.1939 — день рождения финской нации, так как 16 пехотный полк был сформирован в основном из рабочих Тампере, а один из его военачальников — майор Пайари был ранее полицмейстером этого города, запрещавшим, в частности, использование красных флагов на рабочих маёвках. Однако перед лицом внешнего врага финны смогли впервые сплотиться, забыв внутренние классовые противоречия.

## После 1939
По результатам Московского мирного договора Толвоярви в составе СССР. Оккупирован финской армией в июле 1941 года. Освобождён Красной армией в июле 1944 года.
Многие десятилетия местность располагалась в жёсткой погранзоне, куда был практически запрещён доступ туристам. После разрешения свободного посещения гражданам России любой точки погранзоны не ближе 5 км от границы в 2012 году, местность свободна для поездок гражданам России. Упразднен 21 февраля 2019 года.

## Население
| 2002 | 2009 | 2010 | 2013 |
| ---- | ---- | ---- | ---- |
| 0    | →0   | →0   | →0   |